# Michael Carruth
Michael Carruth est un boxeur irlandais né le 9 juillet 1967 à Dublin.

## Carrière
Médaillé de bronze aux championnats du monde de Moscou en 1989 dans la catégorie super légers, il devient champion olympique des poids welters aux Jeux de Barcelone en 1992 après sa victoire en finale contre le Cubain Juan Hernández Sierra.
Carruth passe professionnel en 1994 et obtient un combat de championnat du monde WBO des poids welters contre Michael Loewe le 20 septembre 1997. Il perd aux points par décision majoritaire et poursuit sa carrière jusqu'en 2001 sans remporter de titre.

## Parcours auxJeux olympiques
9e aux Jeux olympiques d'été de 1988 à Séoul (poids légers) :
- Bat Satoru Higashi (Japon) 5-0
- Perd contre George Scott (Suède) par KO à la 1re reprise

 Jeux olympiques d'été de 1992 à Barcelone (poids welters) :
- Bat Mikaele Masoe (Samoa) 11-2
- Bat Andreas Otto (Allemagne) 35-22
- Bat Arkhom Chenglai (Thaïlande) 11-4
- Bat Juan Hernández Sierra (Cuba) 13-10